# Shafter
Shafter és una població dels Estats Units a l'estat de Califòrnia. Segons el cens del 2000 tenia 12.736 habitants.

## Demografia
Segons el cens del 2000, Shafter tenia 12.736 habitants, 3.293 habitatges, i 2.759 famílies. La densitat de població era de 273,5 habitants/km².
Dels 3.293 habitatges en un 52,6% hi vivien nens de menys de 18 anys, en un 61,7% hi vivien parelles casades, en un 15,3% dones solteres, i en un 16,2% no eren unitats familiars. En el 13,3% dels habitatges hi vivien persones soles el 7,4% de les quals corresponia a persones de 65 anys o més que vivien soles. El nombre mitjà de persones vivint en cada habitatge era de 3,67 i el nombre mitjà de persones que vivien en cada família era de 3,98.
Per edats la població es repartia de la següent manera: un 36,6% tenia menys de 18 anys, un 11,7% entre 18 i 24, un 28,5% entre 25 i 44, un 15% de 45 a 60 i un 8,1% 65 anys o més.
L'edat mediana era de 26 anys. Per cada 100 dones de 18 o més anys hi havia 106 homes.
La renda mediana per habitatge era de 29.515 $ i la renda mediana per família de 31.457 $. Els homes tenien una renda mediana de 31.605 $ mentre que les dones 21.603 $. La renda per capita de la població era de 10.961 $. Entorn del 22,5% de les famílies i el 29,2% de la població estaven per davall del llindar de pobresa.

## Poblacions més properes
El següent diagrama mostra les poblacions més properes.